# Lenda do Vai-te com o Diabo
A Lenda do Vai-te com o Diabo é uma tradição oral da ilha Graciosa, nos Açores. Versa sobre os medos e as crenças de um povo supersticioso e ainda muito ligado ao misticismos e ao oculto.

## Lenda
Há muito tempo atrás havia uma mulher de poucas posses que vivia na localidade de Guadalupe, que ia casar uma filha dentro de poucos dias. Ultimavam-se os preparativos, cozinhava-se o pão, faziam-se os doces, assavam-se as carnes, preparavam-se as coisas para um casamento feito em casa à moda antiga, como era normal nesses tempos.
Com todos estes afazeres a pobre mulher já tinha gasto mais dinheiro do que as suas parcas posses lhe permitiam. Tendo faltado qualquer ingrediente importante para a boda, a filha foi junto da mãe pedir-lhe mais dinheiro para o ir comprar. Já estava farta de tantos gastos, meio chateada, meio furiosa, a mãe virou-se para a filha e disse: "Vai-te com o Diabo, rapariga, que me levas tudo o que tenho!"
Era um desabafo e ninguém prestou atenção a estas palavras. No entanto e como a rapariga nunca mais voltava de ir buscar o ingrediente que tinha ido comprar, começaram a achar estranho e puseram-se à procura dela, não a encontrando nas imediações nem nos caminhos que ela deveria ter percorrido.
Todos os vizinhos do lugar de Guadalupe foram alertados e se puseram à procura dela por todos os lados da localidade, de casa em casa, no porto, nos chafarizes, na casa do noivo que também participava na busca, nos moinhos, palheiros, em todos os locais possíveis.
Depois da localidade, expandiram as buscas para as pastagens e para a serra onde, junto do lugar denominado Caldeirinha, encontraram aquilo que poderia ser os primeiros vestígios. Com a perspetiva  de encontrarem a rapariga, desceram rapidamente a perigosa vereda que leva até à entrada arredondada que conduz ao fundo da caldeira, e segundo os habitantes da Graciosa, sabe-se lá mais onde...
Na descida encontraram as galochas da rapariga em cima de uma rocha, fazendo com que todas as dúvidas se dissipassem, se ela não estava ali, pelo menos devia estar por perto. Se não estava em local visível, só podia estar dentro da Caldeirinha. Foram então à localidade buscar cordas suficientemente fortes para aguentarem o peso das pessoas, e atando-as à volta da cintura o noivo desceu à procura da sua amada.
Estavam todos ansiosos pois muitos acreditavam que a caldeira poderia ser uma das entradas do Inferno. Cheio de medo, aos poucos o noivo foi descendo pela abertura estreita da caldeira, buraco negro e medonho. Foi lá no fundo que encontrou a rapariga. Esta estava a tremer de medo e com um ar apático. Amarrou-a às cordas que levaram consigo e os dois foram puxados pelas pessoas que tinham ficado fora da caldeira.
Tinham-na encontrado, estava viva e saudável, e podiam retomar o casamento. Quando perguntaram à rapariga o que se tinha passado e como tinha ido ali parar, ela pura e simplesmente não sabia. Foi então que a mãe se recordou da blasfémia que tinha dito ao mandá-la para o Diabo. Ele que, acreditam os povos, anda sempre à procura de almas para levar para o Inferno. Não perdeu tempo e a tinha levado logo consigo, escondendo-a nos fundos da Caldeirinha.